# 热努亚克 (夏朗德省)
熱努亞克（法語：Genouillac，法語發音：[ʒənujak]）是法國夏朗德省的一个旧市镇，位於該國西南部，面積14.59平方公里，海拔高度154至267米，2008年人口588，人口密度每平方公里40人。

## 外部連結
- INSEE （页面存档备份，存于）